# Liste von Namensreaktionen/H
| Entdecker | Jahr                                       | Reagenzien                                                                                       | Kurzbeschreibung | Zielmolekül(e)                                                                    | Quelle                                     |
| Hajos-Parrish-Eder-Sauer-Wiechert-Reaktion | Hajos-Parrish-Eder-Sauer-Wiechert-Reaktion | Hajos-Parrish-Eder-Sauer-Wiechert-Reaktion                                                       | Hajos-Parrish-Eder-Sauer-Wiechert-Reaktion | Hajos-Parrish-Eder-Sauer-Wiechert-Reaktion                                        | Hajos-Parrish-Eder-Sauer-Wiechert-Reaktion |
| --- | ------------------------------------------ | ------------------------------------------------------------------------------------------------ | --- | --------------------------------------------------------------------------------- | ------------------------------------------ |
| Zoltan G. Hajos, David Parrish, Ulrich Eder, Gerhard Sauer, Rudolf Wiechert                                                                                    | 1971                                       | Trikenone, Prolin                                                                                | Prolin-katalysierte enantioselektiven Michael-Addition, innermolekulare Aldolreaktion unter Cyclisierung                                                                       | bicyclische chirale Ketole                                                        | [ 1 ] [ 2 ]                                |
| Reaktionsschema Hajos-Parrish-Eder-Sauer-Wiechert-Reaktion |                                            |                                                                                                  | |                                                                                   |                                            |
| Haller-Bauer-Reaktion |                                            |                                                                                                  | |                                                                                   |                                            |
| A. Haller, Ed. Bauer | 1909                                       | Nichtenolisierbare Ketone, Natriumamid                                                           | nukleophiler Angriff des Amides, Spaltung der C-C-Bindung | Carbonsäureamide                                                                  | [ 3 ]                                      |
| Reaktionsschema Haller-Bauer-Reaktion |                                            |                                                                                                  | |                                                                                   |                                            |
| Haloform-Reaktion (Lieben-Haloformreaktion) |                                            |                                                                                                  | |                                                                                   |                                            |
| Adolf Lieben | 1870                                       | Methylketone, Halogene, Base                                                                     | Deprotonierung, Halogenierung, Abspaltung von Trihalogenmethan | Carbonsäuren, Haloforme                                                           | [ 4 ]                                      |
| Reaktionsschema Haloform-Reaktion |                                            |                                                                                                  | |                                                                                   |                                            |
| Hammick-Reaktion |                                            |                                                                                                  | |                                                                                   |                                            |
| Dalziel Hammick | 1937                                       | Picolinsäure, Carbonylverbindung                                                                 | Abspaltung von CO2 in der Hitze und Carbenbildung, nukleophiler Angrif auf Carbonylverbindung unter Alkoholatbildung, intramolekulare Protonenumlagerung                       | 2-Pyridin-Alkohole                                                                | [ 5 ]                                      |
| Reaktionsschema Hammick-Reaktion |                                            |                                                                                                  | |                                                                                   |                                            |
| Hansley-Prelog-Acyloin-Kondensation |                                            |                                                                                                  | |                                                                                   |                                            |
| V. L. Hansley, Vladimir Prelog | 1935                                       | Dicarbonsäurediester, Natrium                                                                    | intramolekulare Acyloin-Kondensation | cyclische Acyloine                                                                | [ 6 ] [ 7 ]                                |
| Reaktionsschema Hansley-Prelog-Acyloin-Kondensation |                                            |                                                                                                  | |                                                                                   |                                            |
| Hanaoka–Wrobel-Chinolizidin-Synthese |                                            |                                                                                                  | |                                                                                   |                                            |
| Miyoji Hanaoka, J.T. Wrobel | 1971/74                                    | Isopelletierin, aromatische Aldehyde, Base                                                       | Kondensation | Chinolizidin                                                                      | [ 8 ] [ 9 ]                                |
| Hantzschsche Dihydropyridinsynthese |                                            |                                                                                                  | |                                                                                   |                                            |
| Arthur Hantzsch | 1881                                       | β-Ketocarbonylverbindung, Aldehyd, Ammoniak oder primäres Amin                                   | Knoevenagel-Reaktion von β-Ketocarbonylverbindung und Ammoniak zum Enamin, Bildung einer ungesättigten Carbonylverbindung aus Carbonylverbindung und Aldehyd, Michael-Addition | Dihydropyridine                                                                   | [ 10 ]                                     |
| Reaktionsschema Hantzschsche Dihydropyridinsynthese |                                            |                                                                                                  | |                                                                                   |                                            |
| Hantzschsche Pyrrolsynthese |                                            |                                                                                                  | |                                                                                   |                                            |
| Arthur Hantzsch | 1890                                       | β-Ketoester, Amin, α-Halogenketone                                                               | Bildung eines Enamins, nukleophiles Substitution des Halogens, Ringschluss | Pyrrol-Derivate                                                                   | [ 11 ]                                     |
| Reaktionsschema Hantzschsche Pyrrolsynthese |                                            |                                                                                                  | |                                                                                   |                                            |
| Hantzschsche Thiazolsynthese |                                            |                                                                                                  | |                                                                                   |                                            |
| Arthur Hantzsch | 1887                                       | Thioamide, α-halogenierte Ketone/Aldehyde, Base                                                  | Kondensation | Thiazole                                                                          | [ 12 ]                                     |
| Reaktionsschema Hantzschsche Thiazolsynthese |                                            |                                                                                                  | |                                                                                   |                                            |
| Harries-Ozonolyse |                                            |                                                                                                  | |                                                                                   |                                            |
| Carl Dietrich Harries | 1905                                       | Alkene, Ozon                                                                                     | 1,3-Dipolare Cycloaddition, Bildung des Sekundärozonides, Hydrolyse | Ketone                                                                            | [ 13 ]                                     |
| Hashimi-Phenolsynthese |                                            |                                                                                                  | |                                                                                   |                                            |
| Stephen K. Hashmi | 2000                                       | ω-Alkinylfurane, Gold(III)-chlorid (Katalystor)                                                  | Cycloisomerisierung | Phenole                                                                           | [ 14 ]                                     |
| Reaktionsschema Hashimi-Phenolsynthese |                                            |                                                                                                  | |                                                                                   |                                            |
| Hass-Bender-Oxidation |                                            |                                                                                                  | |                                                                                   |                                            |
| Henry B. Hass, Myron L. Bender | 1949                                       | Benzylhalogenide, 2-Nitropropan                                                                  | Oxidation | Benzaldehyde                                                                      | [ 15 ]                                     |
| Reaktionsschema Hass-Bender-Oxidation |                                            |                                                                                                  | |                                                                                   |                                            |
| Hass-Prozess |                                            |                                                                                                  | |                                                                                   |                                            |
| Henry B. Hass | 1934                                       | aliphatische Kohlenwasserstoffe, Salpetersäure-Dampf                                             | Substitution | aliphatische Nitroverbindungen                                                    | [ 16 ]                                     |
| Hass-Cyclopropan-Prozess |                                            |                                                                                                  | |                                                                                   |                                            |
| Henry B. Hass | 1936                                       | Propan, Chlor, Zink                                                                              | Chlorierung zum 1,3-Dichlorpropan, Reduktion mit Cyclisierung | Cyclopropan                                                                       | [ 17 ]                                     |
| Hassner-Aziridinsynthese |                                            |                                                                                                  | |                                                                                   |                                            |
| Alfred Hassner | 1969                                       | Alkene, Natriumazid, Iodmonochlorid, Reduktionsmittel (z. B. Lithiumaluminiumhydrid)             | Reaktion zum β-Iodazid mit in situ gebildetem Iodazid, redukive Cyclisierung                                                                                                   | Aziridine                                                                         | [ 18 ]                                     |
| Hassner-Ghera-Little-Ringschlussreaktion |                                            |                                                                                                  | |                                                                                   |                                            |
| Alfred Hassner, Eugene Ghera, Daniel Little | 1980/90                                    | aktivierte Methylene, Alkene, Lithiumdiisopropylamid                                             | Michael-Addition, Ringschluss | drei- bis siebengliedrige Ringe                                                   | [ 19 ] [ 20 ]                              |
| Hauser-Annelierung |                                            |                                                                                                  | |                                                                                   |                                            |
| Frank M. Hauser | 1977                                       | aromatische Sulfone/Sulfoxide, Michael-Akzeptoren, Lithiumdiisopropylamid                        | Michael-Addition, Dieckmann-Kondensation, Eliminierung | Hydroxynaphthalene                                                                | [ 21 ]                                     |
| Reaktionsschema Hauser-Annelierung |                                            |                                                                                                  | |                                                                                   |                                            |
| Hauser-Beak-Ortholithiierung |                                            |                                                                                                  | |                                                                                   |                                            |
| Charles Hauser, Peter Beak | 1969/77                                    | Benzamide, n-Butyllithium, CO2, tert-Butyllithium, Halogenalkane                                 | Deprotonierung des Amids, Addition von CO2, ortho-Lithiierung des Aromaten, Substitution                                                                                       | ortho-Alkylbenzamide                                                              | [ 22 ] [ 23 ]                              |
| Haworth-Methylierung |                                            |                                                                                                  | |                                                                                   |                                            |
| Walter Norman Haworth | 1915                                       | Monosaccharide, Dimethylsulfat, Natriumhydroxid                                                  | Methylierung | methylierte Monosaccharide                                                        | [ 24 ]                                     |
| Haworth-Phenantrensynthese |                                            |                                                                                                  | |                                                                                   |                                            |
| Robert Downs Haworth | 1932                                       | Naphthalin, Bernsteinsäureanhydrid                                                               | Friedels-Craft-Acylierung, Clemmensen-Reduktion, Ringschluss, Clemmensen-Reduktion, Aromatisierung                                                                             | Phenanthren                                                                       | [ 25 ]                                     |
| Hayashi-Miyaura-Reaktion |                                            |                                                                                                  | |                                                                                   |                                            |
| Hideharu Hayashi, Norio Miyaura | 1997                                       | Boronsäuren, Enone, chiraler Rhodium-Katalysator                                                 | 1,4-Addition | Knüpfung einer C-C-Bindung                                                        | [ 26 ]                                     |
| Hayashi-Umlagerung |                                            |                                                                                                  | |                                                                                   |                                            |
| Mosuke Hayashi | 1927                                       | ortho-Benzoylbenzoesäuren, Schwefelsäure                                                         | Umlagerung | Isomere                                                                           | [ 27 ]                                     |
| Reaktionsschema Hayashi-Umlagerung |                                            |                                                                                                  | |                                                                                   |                                            |
| Hayashi-Uozumi-Hydrosilylierung |                                            |                                                                                                  | |                                                                                   |                                            |
| Yasuhiro Uozumi, Tamio Hayashi | 1991                                       | Alkene, Trichlorsilan, chiraler Pd-Katalysator, Wasserstoffperoxid                               | asymmetrische Hydrosilylierung, Oxidation | enantiomerenreine Alkohole                                                        | [ 28 ]                                     |
| Hay-Kupplung |                                            |                                                                                                  | |                                                                                   |                                            |
| Allan S. Hay | 1962                                       | terminale Alkine, Kupfer(I)-chlorid, TMEDA                                                       | Glaser-Kupplung | 1,3-Diine                                                                         | [ 29 ]                                     |
| Heathcock-Aldolreaktion |                                            |                                                                                                  | |                                                                                   |                                            |
| Clayton H. Heathcock | 1991                                       | einseitig sterisch gehinderte Ketone/Carbonsäureester, Aldehyde, Lithiumdiisopropylamid          | asymmetrische Aldol-Addition | stereoeinheitliche Aldoladdukte                                                   | [ 30 ]                                     |
| Heck-Reaktion |                                            |                                                                                                  | |                                                                                   |                                            |
| Richard F. Heck | 1972                                       | Alkene, organische Halogenide, Palladium-Katalysator                                             | Kreuzkupplung | Knüpfung einer C-C-Bindung zwischen Alken und zweiter Verbindung                  | [ 31 ]                                     |
| Reaktionsschema Heck-Reaktion |                                            |                                                                                                  | |                                                                                   |                                            |
| Heck-Cassar-Sonogashira-Kupplung |                                            |                                                                                                  | |                                                                                   |                                            |
| Richard F. Heck, L. Cassar, Kenkichi Sonogashira | 1975                                       | Arylhalogenide, Alkine, Palladium/Kupfer-Katalysator, Base                                       | Kupplung | Arylakine                                                                         | [ 32 ] [ 33 ] [ 34 ]                       |
| Hegedus-Indolsynthese |                                            |                                                                                                  | |                                                                                   |                                            |
| Louis S. Hegedus | 1976                                       | ortho-Allylaniline, Palladium(II)-Salz-Katalysator                                               | Bildung eines Amin-Alken-Palladiumkomplexes, Ringschluss | Indole                                                                            | [ 35 ]                                     |
| Reaktionsschema Hegedus-Indolsynthese |                                            |                                                                                                  | |                                                                                   |                                            |
| Heine-Reaktion |                                            |                                                                                                  | |                                                                                   |                                            |
| Harold W. Heine | 1959                                       | Aziridine, Natriumiodid                                                                          | Isomerisierung | Oxazole                                                                           | [ 36 ]                                     |
| Reaktionsschema Heine-Reaktion |                                            |                                                                                                  | |                                                                                   |                                            |
| Helferich-Methode |                                            |                                                                                                  | |                                                                                   |                                            |
| Burckhardt Helferich | 1933                                       | acetylierte Zucker, Phenol, Zinkchlorid/Eisen(III)-chlorid (Katalysator)                         | Glycosidierung | phenol-glycosidierter Zucker                                                      | [ 37 ]                                     |
| Reaktionsschema Helferich-Methode |                                            |                                                                                                  | |                                                                                   |                                            |
| Helferich-Glykosylierung |                                            |                                                                                                  | |                                                                                   |                                            |
| Burckhardt Helferich | 1956                                       | Glycosylbromide, Alkohole, Quecksilbercyanid                                                     | nucleophile Substitution | O-Glycoside                                                                       | [ 38 ]                                     |
| Hell-Volhard-Zelinsky-Reaktion |                                            |                                                                                                  | |                                                                                   |                                            |
| Carl Magnus von Hell, Jacob Volhard, Nikolai Dmitrijewitsch Selinski                                                                                           | 1881/1887                                  | Carbonsäuren, Brom, Phosphortribromid                                                            | Bildung des Carbonsäurebromides, Enolisierung, Reaktion mit Brom, Hydrolyse | α-halogenisierten Carbonsäuren/-ester                                             | [ 39 ] [ 40 ] [ 41 ]                       |
| Reaktionsschema Hell-Volhard-Zelinsky-Reaktion |                                            |                                                                                                  | |                                                                                   |                                            |
| Helmchen-Synthese |                                            |                                                                                                  | |                                                                                   |                                            |
| Günter Helmchen | 1983                                       | Carbonsäuren, Helmchen-Auxiliar, Base, Bromorganyle                                              | Veresterung, Enol-Bildung, nukleophile Substitution | enantiomerenreine Carbonsäuren/Alkohole                                           | [ 42 ]                                     |
| Hemetsberger-Indol-Synthese |                                            |                                                                                                  | |                                                                                   |                                            |
| Helfried Hemetsberger | 1969                                       | 2-Azidozimtsäureester                                                                            | thermische Umlagerung | Indol-2-carbonsäureester                                                          | [ 43 ]                                     |
| Reaktionsschema Hemetsberger-Indol-Synthese |                                            |                                                                                                  | |                                                                                   |                                            |
| Henbest-Reduktion |                                            |                                                                                                  | |                                                                                   |                                            |
| H. B. Henbest | 1970                                       | cyclische Ketone (v. a. Steroide), Iridium(IV)-chlorid, Trimethylphosphit                        | Reduktion | Alkohole                                                                          | [ 44 ]                                     |
| Henkel-Reaktion |                                            |                                                                                                  | |                                                                                   |                                            |
| Bernhard Raecke (benannt nach Henkel) | 1952                                       | Alkalisalze aromatischer Carbonsäuren oder Dicarbonsäuren, CO2, Cadmium oder Zink (Katalysator)  | thermische Umlagerung oder Disproportionierung | Terephthalsäure                                                                   | [ 45 ]                                     |
| Reaktionsschema Henkel-Reaktion |                                            |                                                                                                  | |                                                                                   |                                            |
| Henry-Reaktion |                                            |                                                                                                  | |                                                                                   |                                            |
| Louis Henry | 1895                                       | Nitroalkan, Carbonylverbindung                                                                   | aldol-artige Reaktion | β-Nitroalkohole                                                                   | [ 46 ]                                     |
| Reaktionsschema Henry-Reaktion |                                            |                                                                                                  | |                                                                                   |                                            |
| Herbst-Engel-Transaminierung |                                            |                                                                                                  | |                                                                                   |                                            |
| Robert M. Herbst, L. L. Engel | 1934                                       | α-Aminosäure, α-Ketosäure                                                                        | Transaminierung | neue Aminosäure, Aldehyd                                                          | [ 47 ]                                     |
| Reaktionsschema Herbst-Engel-Transaminierung |                                            |                                                                                                  | |                                                                                   |                                            |
| Heron-Umlagerung |                                            |                                                                                                  | |                                                                                   |                                            |
| Stephen A. Glover (benannt nach Heron Island) | 1994                                       | substituierte Amide, Amin                                                                        | Umlagerung | Carbonsäureester, Diimin                                                          | [ 48 ]                                     |
| Reaktionsschema Heron-Umlagerung |                                            |                                                                                                  | |                                                                                   |                                            |
| Herrmann-Beller-Reaktion |                                            |                                                                                                  | |                                                                                   |                                            |
| Wolfgang A. Herrmann, Matthias Beller | 1995                                       | Norbornadien, terminale Alkine, Palladacyclen (Katalysator)                                      | Addition | exo-5-Alkynylbicyclo[2.2.1]hept-2-ene                                             | [ 49 ]                                     |
| Herz-Reaktion |                                            |                                                                                                  | |                                                                                   |                                            |
| Richard Herz | 1914                                       | aromatische Amine, Schwefelmonochlorid                                                           | Bildung des Herz-Salzes, Hydrolyse | ortho-Aminothiophenole                                                            | [ 50 ]                                     |
| Reaktionsschema Herz-Reaktion |                                            |                                                                                                  | |                                                                                   |                                            |
| Herzig-Meyer-Reaktion |                                            |                                                                                                  | |                                                                                   |                                            |
| Josef Herzig, H. Meyer | 1894                                       | Alkylamine, Iodwasserstoffsäure                                                                  | Bildung eines Ammoniumsalzes, Abspaltung von Alkyliodid | Amine                                                                             | [ 51 ]                                     |
| Hetero-Diels-Alder-Reaktion |                                            |                                                                                                  | |                                                                                   |                                            |
| Thomas L. Gresham, Thomas R. Steadman (bennant nach Otto Diels, Kurt Alder)                                                                                    | 1949                                       | Ketone/Aldehyde/Imine/Thioketone, α,β-ungesättigte Carbonylverbindungen                          | [4+2]-Cycloaddition | Sechsring-Heterocyclen                                                            | [ 52 ]                                     |
| Reaktionsschema Hetero-Diels-Alder-Reaktion |                                            |                                                                                                  | |                                                                                   |                                            |
| Heumann Indigo-Prozess |                                            |                                                                                                  | |                                                                                   |                                            |
| Karl Heumann | 1890                                       | Anilin/Anthranilsäure, Chloressigsäure, Kaliumhydroxid, Sauerstoff                               | Bildung von N-Phenylglycin bzw. Phenylglycin-o-carbonsäure, Cyclisierung, Oxidation                                                                                            | Indigo                                                                            | [ 53 ]                                     |
| Reaktionsschema Heumann Indigo-Prozess |                                            |                                                                                                  | |                                                                                   |                                            |
| Hewson-Indolsynthese |                                            |                                                                                                  | |                                                                                   |                                            |
| Alan T. Hewson | 1991                                       | o-Sulfonamidarylaldehyde, (Methansulfinyl)(methylsulfanyl)methan, Salzsäure, Schwefelwasserstoff | Bildung eines Ketendithioacetal-S-oxides, Cyclisierung | 2-Methylthioindole                                                                | [ 54 ]                                     |
| Heyns-Oxiation |                                            |                                                                                                  | |                                                                                   |                                            |
| Kurt Heyns | 1957                                       | primäre Alkohole, Sauerstoff, Platin (Katalysator)                                               | Oxidation | Carbonsäuren                                                                      | [ 55 ]                                     |
| Heyns-Umlagerung |                                            |                                                                                                  | |                                                                                   |                                            |
| Kurt Heyns | 1952                                       | α-Hydroxyimine                                                                                   | Umlagerung | α-Ketoamine                                                                       | [ 56 ]                                     |
| Hiebersche Basenreaktion |                                            |                                                                                                  | |                                                                                   |                                            |
| Walter Hieber | 1931                                       | Metallcarbonyle, Nucleophile                                                                     | nucleophiler Angriff am CO, Abspaltung von CO2 | Metallcarbonylhydride                                                             | [ 57 ]                                     |
| {\displaystyle {\ce {Fe(CO)5{}+NaOH->Na[Fe(CO)4COOH]->[{\text{+ NaOH}}]Na[HFe(CO)4]{}+NaHCO3}}} {\displaystyle {\ce {Na[HFe(CO)4] + H+ -> H2[Fe(CO)4] + Na+}}} |                                            |                                                                                                  | |                                                                                   |                                            |
| Hilbert-Johnson-Reaktion |                                            |                                                                                                  | |                                                                                   |                                            |
| Treat B. Johnson, Guido E. Hilbert | 1929                                       | 2,4-Dialkoxypyrimidine, halogenierte Zucker                                                      | nukleophile Substitution | Pyrimidinglycoside                                                                | [ 58 ]                                     |
| Himbert-Reaktion |                                            |                                                                                                  | |                                                                                   |                                            |
| Gerhard Himbert | 1982                                       | Allencarboxanilide/-phenylester                                                                  | intramolekulare Diels-Alder-Reaktion | Bicyclo[2.2.2]octadiene                                                           | [ 59 ]                                     |
| Hinsberg-Oxindolsynthese |                                            |                                                                                                  | |                                                                                   |                                            |
| Oscar Hinsberg | 1888                                       | Sekundäre Arylamine, Glyoxalnatriumbisulfit                                                      | | Oxindole                                                                          | [ 60 ]                                     |
| Hinsberg-Reaktion |                                            |                                                                                                  | |                                                                                   |                                            |
| Oscar Hinsberg | 1890                                       | Amine, Benzolsulfonsäurechlorid                                                                  | Reaktion von Schwefel und Amin, Abspaltung von Chlorid | je nach Art des Amins unterschiedlich lösliches Sulfonsäureamid                   | [ 61 ]                                     |
| Reaktionsschema Hinsberg-Reaktion |                                            |                                                                                                  | |                                                                                   |                                            |
| Hinsberg-Sulfonsynthese |                                            |                                                                                                  | |                                                                                   |                                            |
| Oscar Hinsberg | 1894                                       | Chinone, Sulfinsäuren                                                                            | elektrophile aromatische Substitution | Sulfonchinonderivate                                                              | [ 62 ]                                     |
| Hinsberg-Thiophensynthese |                                            |                                                                                                  | |                                                                                   |                                            |
| Oscar Hinsberg | 1910                                       | Diketone, Thioglutarsäurediester, Base                                                           | Lactonbildung, Ringschluss, Aromatisierung | Thiophene                                                                         | [ 63 ]                                     |
| Reaktionsschema Hinsberg-Thiophensynthese |                                            |                                                                                                  | |                                                                                   |                                            |
| Hirao-Kreuzkupplung |                                            |                                                                                                  | |                                                                                   |                                            |
| Toshikazu Hirao | 1981                                       | Dialkylphosphite, Halogenaromaten, Palladium-Katalysator                                         | Kreuzkupplung | Phosphonate                                                                       | [ 64 ]                                     |
| Hiyama-Aminoacrylatsynthese |                                            |                                                                                                  | |                                                                                   |                                            |
| Tamejiro Hiyama | 1982                                       | Carbonsäureester, Nitrile, Grignard-Reagenz                                                      | Aldol-Reaktion | 3-Aminoacrylsäuren                                                                | [ 65 ]                                     |
| Hiyama-Denmark-Kreuzkupplung |                                            |                                                                                                  | |                                                                                   |                                            |
| Tamejiro Hiyama, Scott Denmark | 2008                                       | Vinyl- oder Arylhalogenide, Organosilanole, Palladiium-Katalysator, Base                         | Kreuzkupplung | C-C-Bindungen                                                                     | [ 66 ]                                     |
| Reaktionsschema Hiyama-Denmark-Kreuzkupplung |                                            |                                                                                                  | |                                                                                   |                                            |
| Hiyama-Heathcock-Allylierung |                                            |                                                                                                  | |                                                                                   |                                            |
| Tamejiro Hiyama, Clayton H. Heathcock | 1977                                       | Allylhalogenide, Aldehyde/Ketone, Chrom(II)-chlorid (Katalysator)                                | Kupplungsreaktion | anti-Homoallylalkohole                                                            | [ 67 ] [ 68 ]                              |
| Hiyama-Kreuzkupplung |                                            |                                                                                                  | |                                                                                   |                                            |
| Tamejiro Hiyama | 1988                                       | Alkyl-/Aryl-/Alkenylhalogenide, Organosilane, Palladium-Katalysator, Fluorid                     | Kreuzkupplung | C-C-Bindungen                                                                     | [ 69 ]                                     |
| Reaktionsschema Hiyama-Kreuzkupplung |                                            |                                                                                                  | |                                                                                   |                                            |
| Hoch-Campbell-Aziridinsynthese |                                            |                                                                                                  | |                                                                                   |                                            |
| Joseph Hoch, Kenneth N. Campbell | 1934/39                                    | Oxime, Grignard-Verbindungen                                                                     | Deprotonierung, Nitren-Bildung, Cyclisierung, Addition, Hydrolyse | Aziridine                                                                         | [ 70 ] [ 71 ]                              |
| Reaktionsschema Hoch-Campbell-Aziridinsynthese |                                            |                                                                                                  | |                                                                                   |                                            |
| Hocksche Spaltung |                                            |                                                                                                  | |                                                                                   |                                            |
| Heinrich Hock | 1944                                       | Hydroperoxide, Säure                                                                             | Umlagerung | Carbonyl- und Hydroxyverbindung                                                   | [ 72 ]                                     |
| Hocksche Phenolsynthese |                                            |                                                                                                  | |                                                                                   |                                            |
| Heinrich Hock | 1944                                       | Benzol, Propen, Sauerstoff                                                                       | Friedel-Crafts-Alkylierung zum Cumol, Oxidation zum Peroxid, Hocksche Spaltung                                                                                                 | Phenol, Aceton                                                                    | [ 72 ]                                     |
| Reaktionsschema Hocksche Phenolsynthese |                                            |                                                                                                  | |                                                                                   |                                            |
| Hodges—Vedejs-Reaktion |                                            |                                                                                                  | |                                                                                   |                                            |
| John C. Hodges, Edwin Vedejs | 1991/96                                    | Oxazole, Boran-THF-Komplex, LDA, Aldehyde                                                        | Lithiierung, Addition | 4-substituierte Oxazole                                                           | [ 73 ] [ 74 ]                              |
| Hofer-Moest-Reaktion |                                            |                                                                                                  | |                                                                                   |                                            |
| Hans Werner Hofer, M. Moest | 1902                                       | aliphatische Carbonsäuren                                                                        | elektrolytische Decarboxylierung | Alkohole                                                                          | [ 75 ]                                     |
| Reaktionsschema Hofer-Moest-Reaktion |                                            |                                                                                                  | |                                                                                   |                                            |
| Hofmann-Eliminierung |                                            |                                                                                                  | |                                                                                   |                                            |
| August Wilhelm von Hofmann | 1851                                       | Amine, Methyliodid, Silber(I)-oxid                                                               | Alkylierung zur Quartären Ammoniumverbindung, Eliminierung | Alkene                                                                            | [ 76 ]                                     |
| Reaktionsschema Hofmann-Eliminierung |                                            |                                                                                                  | |                                                                                   |                                            |
| Hofmann-Isonitrilsynthese |                                            |                                                                                                  | |                                                                                   |                                            |
| August Wilhelm von Hofmann | 1868                                       | primäre Amine, Chloroform, Base                                                                  | nucleophile Substitution, Deprotonierung, Eliminierung | Isonitrile                                                                        | [ 77 ]                                     |
| Reaktionsschema Hofmann-Isonitrilsynthese |                                            |                                                                                                  | |                                                                                   |                                            |
| Hofmann-Löffler-Freytag-Reaktion |                                            |                                                                                                  | |                                                                                   |                                            |
| August Wilhelm von Hofmann, Karl Löffler, Curt Freytag | 1885/1909                                  | N-Halogenamine, Säure, Base                                                                      | Cyclisierung | cyclische Amine                                                                   | [ 78 ] [ 79 ]                              |
| Reaktionsschema Hofmann-Löffler-Freytag-Reaktion |                                            |                                                                                                  | |                                                                                   |                                            |
| Hofmann-Martius-Umlagerung |                                            |                                                                                                  | |                                                                                   |                                            |
| August Wilhelm von Hofmann, Carl Alexander von Martius | 1871                                       | N-alkylierte Aniline, Säure                                                                      | Umlagerung | ortho- und para-alkylierte Aniline                                                | [ 80 ]                                     |
| Reaktionsschema Hofmann-Martius-Umlagerung |                                            |                                                                                                  | |                                                                                   |                                            |
| Hofmann-Sand-Reaktion |                                            |                                                                                                  | |                                                                                   |                                            |
| K. A. Hofmann, Julius Sand | 1900                                       | Alkene, Quecksilberacetat, Natriumborhydrid, Natronlauge                                         | Anlagerung des Quecksilberacetats, Reduktion | Alkohole                                                                          | [ 81 ]                                     |
| Reaktionsschema Hofmann-Sand-Reaktion |                                            |                                                                                                  | |                                                                                   |                                            |
| Hofmann-Umlagerung |                                            |                                                                                                  | |                                                                                   |                                            |
| August Wilhelm von Hofmann | 1881                                       | Säureamide, Brom, Base                                                                           | Bildung eines N-Bromamides, Deprotonierung, Abspaltung von Bromid, Umlagerung, Abspaltung von CO2                                                                              | Amine                                                                             | [ 82 ]                                     |
| Reaktionsschema Hofmann-Umlagerung |                                            |                                                                                                  | |                                                                                   |                                            |
| Holleman-Pinakolsynthese |                                            |                                                                                                  | |                                                                                   |                                            |
| Arnold F. Holleman | 1906                                       | Aldehyde/Ketone, Magnesiumamalgam/Titanocendichlorid                                             | reduktive radikalische Kupplung | Pinakole                                                                          | [ 83 ]                                     |
| Honzl-Rudiger-Peptidsynthese |                                            |                                                                                                  | |                                                                                   |                                            |
| J. Honzl, J. Rudinger | 1961                                       | Aminosäurehydrazide, Aminsosäureester, Natriumnitrit                                             | Diazotierung, Peptidkupplung | Peptide                                                                           | [ 84 ]                                     |
| Hooker-Reaktion |                                            |                                                                                                  | |                                                                                   |                                            |
| Samuel Cox Hooker | 1936                                       | 2-Hydroxy-3-alkyl-(oder alkenyl)-1,4-benzochinon, Kaliumpermanganat                              | Oxidation | Vertausch von Hydroxy- und Alkylgruppe, diese enthält eine Methylengruppe weniger | [ 85 ]                                     |
| Reaktionsschema Hooker-Reaktion |                                            |                                                                                                  | |                                                                                   |                                            |
| Hoppe-Reaktion |                                            |                                                                                                  | |                                                                                   |                                            |
| Dieter Hoppe | 1990                                       | N,N-Diisoproylbut-2-enylcarbamat, Butyllithium, Spartein, Tetraisopropylorthotitanat, Aldehyde   | enantioselektive Reduktion, Umsetzung mit Titanreagenz, Addition an den Aldehyd                                                                                                | enantiomerenreine Homoallylalkohole                                               | [ 86 ]                                     |
| Horenstein-Pählicke-Reaktion |                                            |                                                                                                  | |                                                                                   |                                            |
| Heinrich Horenstein, Herrmann Pählicke | 1938                                       | Carbonsäure, halogenierte tertiäre Amine                                                         | nucleophile Substitution | Carbonsäureester                                                                  | [ 87 ]                                     |
| Reaktionsschema Horenstein-Pählicke-Reaktion |                                            |                                                                                                  | |                                                                                   |                                            |
| Horner-Wadsworth-Emmons-Reaktion |                                            |                                                                                                  | |                                                                                   |                                            |
| Leopold Horner, William S. Wadsworth, William D. Emmons | 1958                                       | Aldehyde/Ketone, organische Phosphonate, Base                                                    | Wittig-artige Reaktion | stereomerenreine (E)-Alkene                                                       | [ 88 ] [ 89 ]                              |
| Reaktionsschema Horner-Wadsworth-Emmons-Reaktion |                                            |                                                                                                  | |                                                                                   |                                            |
| Houben-Fischer-Synthese |                                            |                                                                                                  | |                                                                                   |                                            |
| Josef Houben, Walter Fischer | 1929                                       | Trichlormethylarylketimine, Base                                                                 | Hydrolyse | aromatische Nitrile                                                               | [ 90 ]                                     |
| Houben-Hoesch-Synthese |                                            |                                                                                                  | |                                                                                   |                                            |
| Josef Houben, Kurt Hoesch | 1915/1926                                  | elektronenreiche Aromaten, Nitrile, Lewis-Säure, Chlorwasserstoff                                | elektrophile aromatische Substitution | acylierte Aromaten                                                                | [ 91 ] [ 92 ]                              |
| Reaktionsschema Houben-Hoesch-Synthese |                                            |                                                                                                  | |                                                                                   |                                            |
| Houdry-Crackingprozess |                                            |                                                                                                  | |                                                                                   |                                            |
| Eugene Houdry | 1934                                       | Schweröl, Ton-Katalysator                                                                        | thermische Spaltung | leichtere Benzinfraktionen                                                        | [ 93 ]                                     |
| Hosomi-Sakurai-Reaktion |                                            |                                                                                                  | |                                                                                   |                                            |
| Akíra Hosomi, Hideki Sakurai | 1976                                       | Carbonylverbindung, nucleophiles allylisches Silan, Lewis-Säure                                  | grignard-ähnliche Reaktion | je nach Carbonylverbindung unterschiedliche Alkohole                              | [ 94 ]                                     |
| Reaktionsschema Hosomi-Sakurai-Reaktion |                                            |                                                                                                  | |                                                                                   |                                            |
| Hudrlik-Peterson-Reaktion |                                            |                                                                                                  | |                                                                                   |                                            |
| Paul F. Hudrlik, David Peterson | 1975                                       | α-Trimethylsilylepoxyverbindungen, Organocuprate, Kaliumhydrid                                   | Kupplung unter Ringöffnung mit Bildung einer β-Hydroxysilylverbindung, Eliminierung                                                                                            | Alkene                                                                            | [ 95 ]                                     |
| Huisgen-Reaktion |                                            |                                                                                                  | |                                                                                   |                                            |
| Rolf Huisgen | 1961                                       | Azide, Alkine                                                                                    | 1,3-Dipolare Cycloaddition | 1,2,3-Triazole                                                                    | [ 96 ]                                     |
| Reaktionsschema Huisgen-Reaktion |                                            |                                                                                                  | |                                                                                   |                                            |
| Huisgen-Pyrrolsynthese |                                            |                                                                                                  | |                                                                                   |                                            |
| Rolf Huisgen | 1960                                       | α-Aminosäuren, Carbonsäuren, Alkine                                                              | Kondensation und Ringschluss zum Münchnon, [3+2]-Cycloaddition, CO2-Abspaltung                                                                                                 | Pyrrole                                                                           | [ 97 ]                                     |
| Reaktionsschema Huisgen-Pyrrolsynthese |                                            |                                                                                                  | |                                                                                   |                                            |
| Huisgen-Tetrazolumlagerung |                                            |                                                                                                  | |                                                                                   |                                            |
| Rolf Huisgen | 1958                                       | C-substituierte Tetrazole, Carbonsäurechloride                                                   | Umlagerung | 2,5-disubstituierte 1,3,4-Oxdiazole                                               | [ 98 ]                                     |
| Hunsdiecker-Borodin-Reaktion (Hunsdiecker-Reaktion) |                                            |                                                                                                  | |                                                                                   |                                            |
| Heinz Hunsdiecker, Claire Hunsdiecker, Alexander Borodin | 1861/1939                                  | Silber-, Quecksilber- oder Thalliumcarbonsäuresalze, Halogene (Cl2, Br2, I2)                     | Bildung eines Hypohalogenites, Decarboxylierung, Radikalrekombination | Alkylhalogenide                                                                   | [ 99 ] [ 100 ]                             |
| Reaktionsschema Hunsdiecker-Borodin-Reaktion |                                            |                                                                                                  | |                                                                                   |                                            |
| Hunsdiecker-Kondensation |                                            |                                                                                                  | |                                                                                   |                                            |
| Heinz Hunsdiecker | 1942                                       | γ-Diketone, Base                                                                                 | intermolekulare Kondensation | Cyclopentenone                                                                    | [ 101 ]                                    |
| Reaktionsschema Hunsdiecker-Kondensation |                                            |                                                                                                  | |                                                                                   |                                            |
| Hurd-Mori-1,2,3-Thiadiazolsynthese |                                            |                                                                                                  | |                                                                                   |                                            |
| Charles Hurd, Raymond Mori | 1955                                       | N-acylierte Hydrazone, Thionylchlorid                                                            | Cyclisierung | Thiadiazole                                                                       | [ 102 ]                                    |
| Hurtley-Reaktion |                                            |                                                                                                  | |                                                                                   |                                            |
| William Hurtley | 1929                                       | Arylhalogenide, Malonsäureester, Kupferhalogenide (Katalysator)                                  | Kupplung | Knüpfung einer C-C-Bindung                                                        | [ 103 ]                                    |
| Hydroformylierung (Roelen-Reaktion) |                                            |                                                                                                  | |                                                                                   |                                            |
| Otto Roelen | 1938                                       | Alkene, Kohlenstoffmonoxid, Wasserstoff, Cobalt-, oder Rhodium-Katalysator                       | Addition | Aldehyde                                                                          | [ 104 ]                                    |
| Reaktionsschema HHydroformylierung |                                            |                                                                                                  | |                                                                                   |                                            |